# Oudon
Oudon ist eine französische Gemeinde mit 3915 Einwohnern (Stand 1. Januar 2022) im Département Loire-Atlantique in der Region Pays de la Loire im Westen Frankreichs.

## Geographie
Oudon liegt an der Loire, etwa fünf Kilometer westlich von Ancenis-Saint-Géréon und 30 Kilometer östlich von Nantes. Im Ortsgebiet mündet der Fluss Hâvre in die Loire. Direkte Nachbargemeinden sind Le Cellier, Couffé, Ancenis-Saint-Géréon, auf dem gegenüberliegenden Ufer der Loire Orée d’Anjou. Zum Gemeindegebiet Oudons gehört auch die fast drei Kilometer lange Loire-Insel Macrière. der Ort hat einen Bahnhof an der Bahnstrecke Tours–Saint-Nazaire.

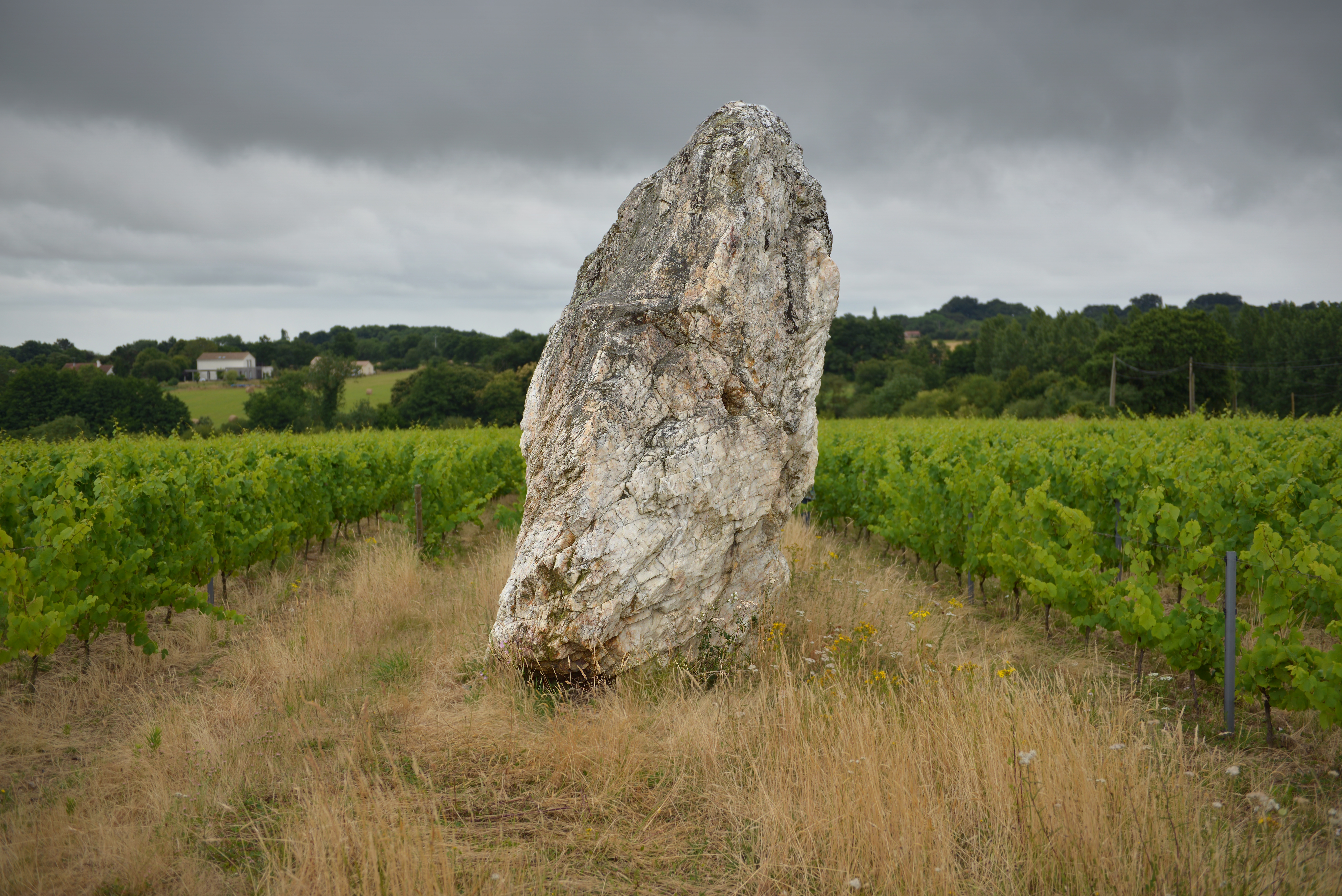
Menhir de Pierre Blanche

## Bevölkerungsentwicklung
| Jahr                       | 1962 | 1968 | 1975 | 1982 | 1990 | 1999 | 2007 | 2017 |
| Einwohner                  | 1362 | 1371 | 1599 | 2001 | 2353 | 2617 | 3126 | 3805 |
| Quellen: Cassini und INSEE |      |      |      |      |      |      |      |      |

## Gemeindepartnerschaft
Seit 1988 besteht eine Partnerschaft mit der rheinland-pfälzischen Gemeinde Simmertal.

## Persönlichkeiten
- Jacques-Nicolas de Fleuriot de La Freulière (1738–1824), royalistischer Konterrevolutionär